# Laisacker
Laisacker war bis zur Gebietsreform ein Ortsteil der Gemeinde Bittenbrunn. Seit dem 1. Januar 1978 ist das Kirchdorf in der Gemarkung Bittenbrunn und ein Stadtteil von Neuburg an der Donau.

## Geschichte

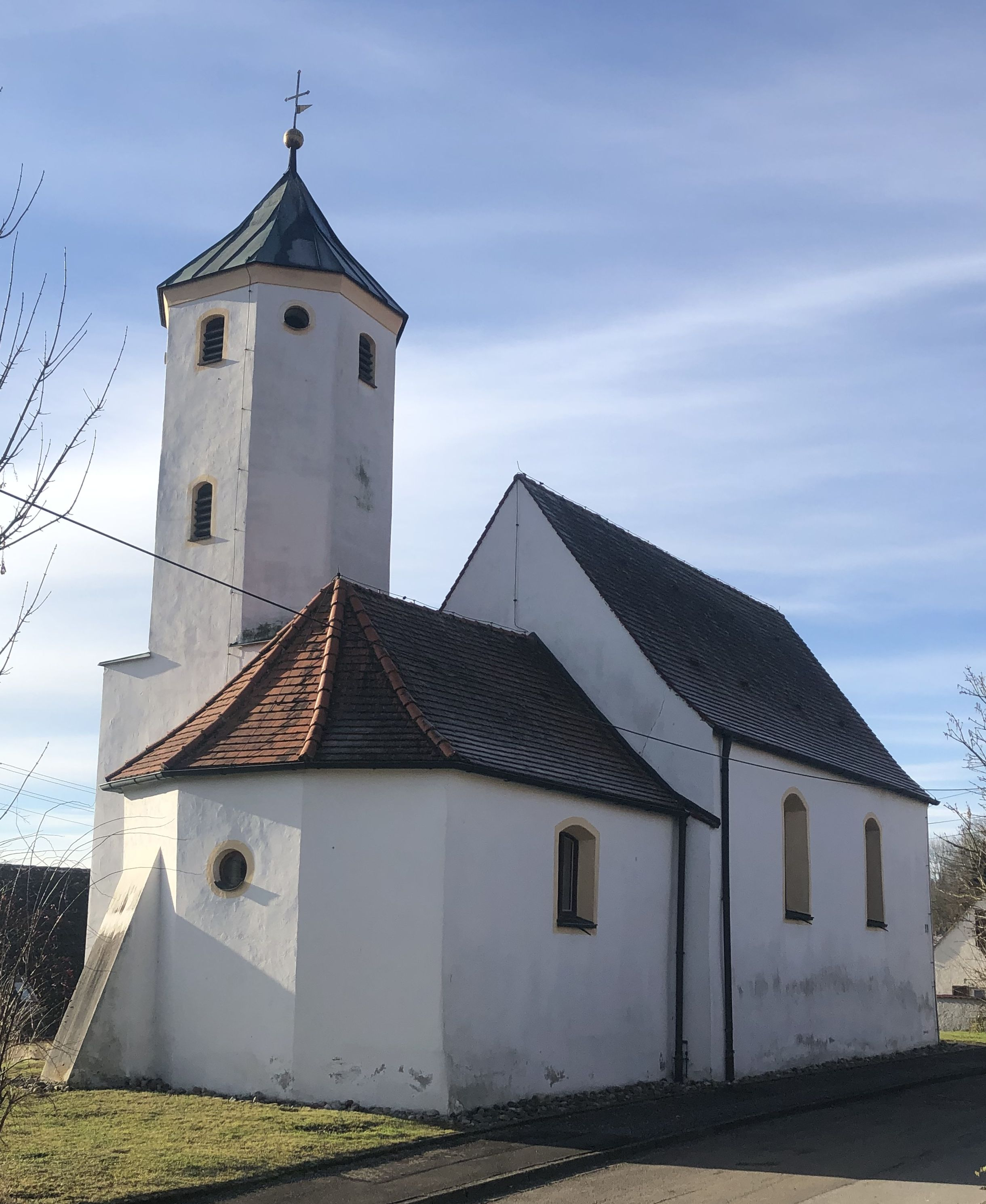
Kirche Sankt Leonhard in Laisacker

Die Gegend von Laisacker wurde schon sehr früh besiedelt. Für die Frühgeschichte dieses Raumes lassen sich auf Grund von Funden nur Vermutungen anstellen. Es dürften hier im 3. und 4. Jahrtausend vor Chr. schon Menschen gelebt haben. Archäologische Zeugnisse fanden sich aus römischer und frühgermanischer Zeit, jedoch wohl ohne Siedlungskontinuität. Mit dem Namen Laisacker dürfte der Ort wohl erst im Hochmittelalter als Ausbausiedlung von Bittenbrunn entstanden sein, mit dem es auch immer eine Gemeinde bildete. Eine erste Erwähnung von Laisacker gibt es erst im Jahre 1214. Das Pappenheimer Urbar, also ein Verzeichnis des Güterbestandes und der Einkünfte der Grafen von Pappenheim, ist die älteste schriftliche Notiz über den Ort, der stets zum Amt und Gericht Neuburg gehörte.  Aus dem Jahre 1318 ist belegt, dass die Templer-Kommende Moritzbrunn bei Ochsenfeld Besitzungen in Laisacker und Hessellohe hatte. Grundherren der Höfe in Laisacker waren später das Benediktinerinnenkloster Neuburg, Kloster Niederschönenfeld und die Universität Ingolstadt. Keiner der Grundherren verfügte aber über Niedergerichtsrechte in Laisacker. Hoch- und Niedergericht lagen jeweils vollständig beim Landgericht Neuburg. 

## Kirchengeschichte

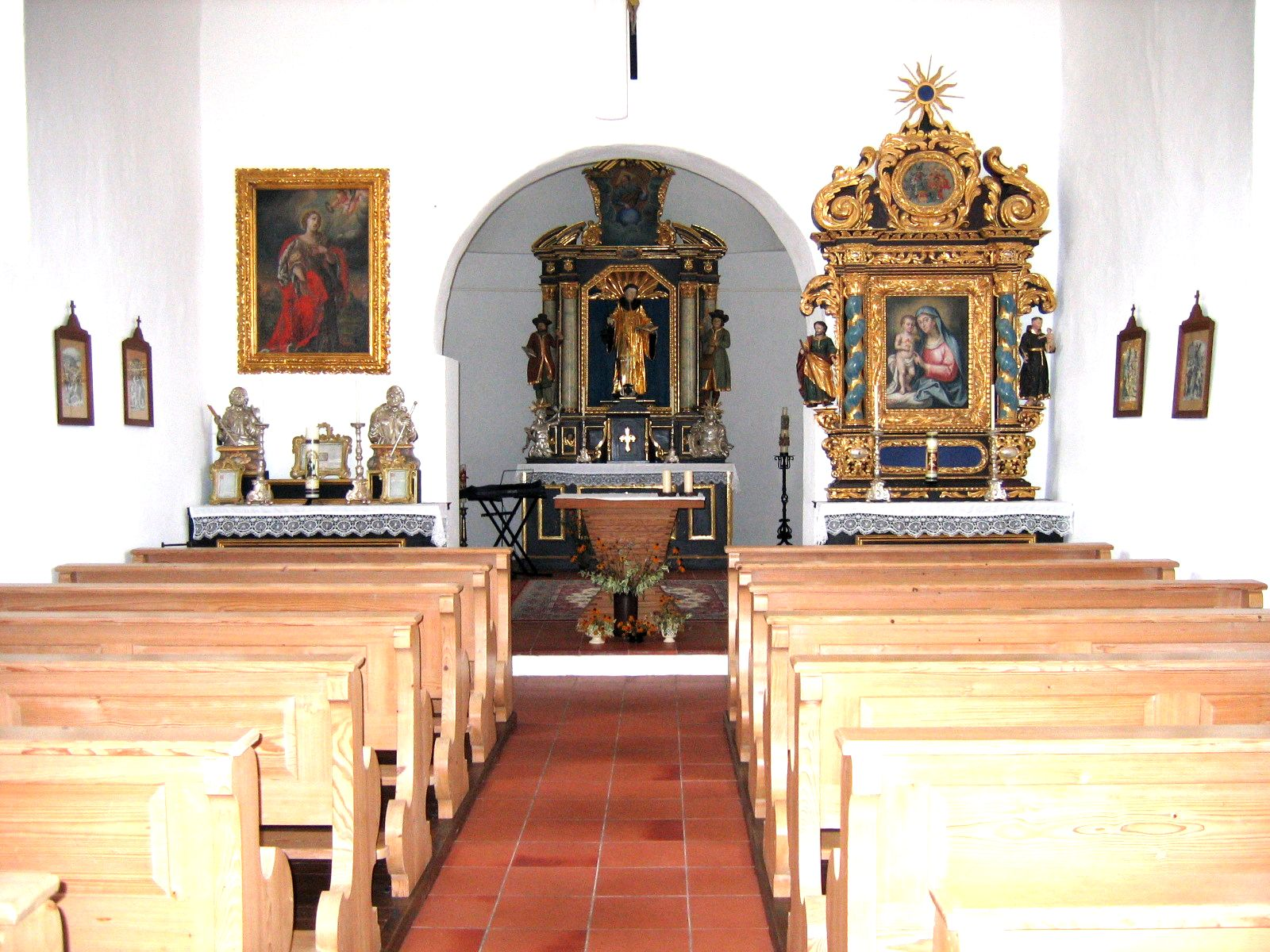
Leonhardskirche

Sankt Leonhard ist der Schutzpatron der Laisackerer Kirche, die vor der Reformation stets zum Bistum Augsburg und dessen teils nach Neuburg, teils nach Rain am Lech benannten Kapitel gehörte. 1281 wurde die Pfarrkirche Bittenbrunn, in deren Pfarrsprengel Laisacker lag, der Domkantorei von Eichstätt einverleibt. 1360 gab es auf jeden Fall schon eine Kirche in Laisacker, denn sie wurde durch Bischof Marquard von Augsburg am 22. Juli dem Neuburger Benediktinerinnenkloster übergeben. In der Urkunde dazu ist sogar von einer „Pfarrkirche“ in Laisacker die Rede, aber eine selbständige Pfarrei dürfte in Laisacker wohl nie errichtet worden sein. Die Kirche blieb eine Filiale der Pfarrei Bittenbrunn.
Infolge der Reformation unter dem Neuburger Pfalzgrafen Ottheinrich wurde 1559 der Sakralbau an Leonhard Höcker zur Nutzung als Schmiede und zum sonstigen allgemeinen Gebrauch verkauft, wie es in den Unterlagen heißt. Die Kapelle war nach ihrer Profanierung teilweise von zwei Familien bewohnt. Mit der Rekatholisierung des Fürstentums Pfalz-Neuburg ab 1617 kehrte auch Laisacker zur katholischen Konfession zurück.

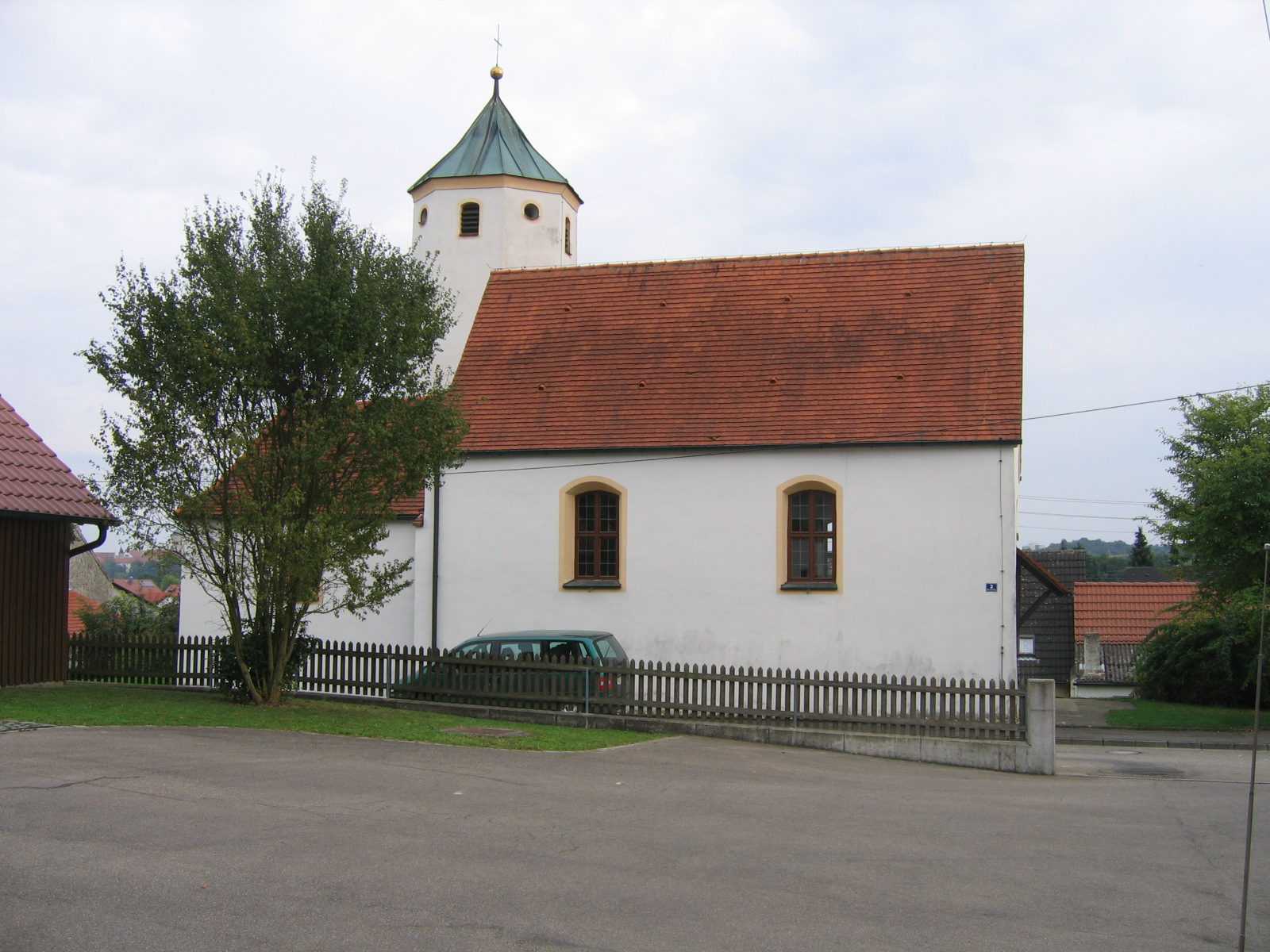
Das Kirchlein von Laisacker

Leonhard Komat, ein Bürger und Ratsmitglied von Neuburg, stiftete für die Leonhardskapelle 20 Taler. Sie wurde 1635 renoviert und am Patrozinium des gleichen Jahres die erste heilige Messe dort zelebriert. Der Neuburger Dekan und Stadtpfarrer von St. Peter Leonhard Mayer setzte sich tatkräftig für die Wiederbelebung von Kirchen ein, die durch Reformation und Krieg ihre Funktion verloren hatten. Besonders nahm er sich der Kirchen seines Namenspatrons an. Für die Leonhardskirche Laisacker stiftete er hundert Gulden und ließ den Chor der Kirche neu erbauen. Simon Schwaiger stiftete 1639 einen neuen Altar. Zu den Förderern der Kirche gehören auch der Neuburger Hof- und Stadtmedicus Michael Raphael Schmuz und sein Schwiegervater Gerhard Davans, auf deren letzte Ruhestätte in der Kirche Epitaphien hinweisen.
Der Kirchenraum war wohl in der Frühgotik erheblich vergrößert und verlängert worden. Neuzeitliche Renovierungen fanden in den Jahren 1937 und 1947 statt. Das Dach der Kirche und der Außenputz wurden 1968 erneuert, ein Jahr später gab es eine gründliche Innenrenovierung. 1981 wurde die Kirche mit neuen Bänken ausgestattet und Schmiedemeister Johann Hiermeier stiftete ein Bild vom heiligen Leonhard. 2022 musste die Kirche wegen Bauschäden gesperrt werden. Eine Spendenaktion ab Herbst 2024 ermöglichte, sie ab Sommer 2025 wieder zugänglich zu machen.

## Die Glocken als Kriegstribut
In den beiden letzten Weltkriegen wurde die Kirche ihrer Glocken beraubt und das Metall zu Kriegszwecken umgegossen. Seit 1866 riefen zwei Glocken, die in Ingolstadt gegossen wurden, die Gläubigen zum Gebet. Am 26. August 1917 mussten sie abgeliefert werden. Doch in Laisacker griff man schnell zur Selbsthilfe. Schon 1919 konnten in Lauingen zwei Glocken gegossen werden. Im Zweiten Weltkrieg folgte das gleiche Schicksal, wieder wurde eine Glocke ein Kriegstribut. Zwei Gebern haben die Gläubigen das jetzige Geläute zu verdanken. Frau Fleischmann aus Neuburg und Josef Lützl aus Laisacker waren diesmal die Initiatoren und Spender für die Josef- und Leonhardiglocke, die 1968 von Dekan Josef Reiter aus Neuburg geweiht werden konnten.

## Kirchenausstattung

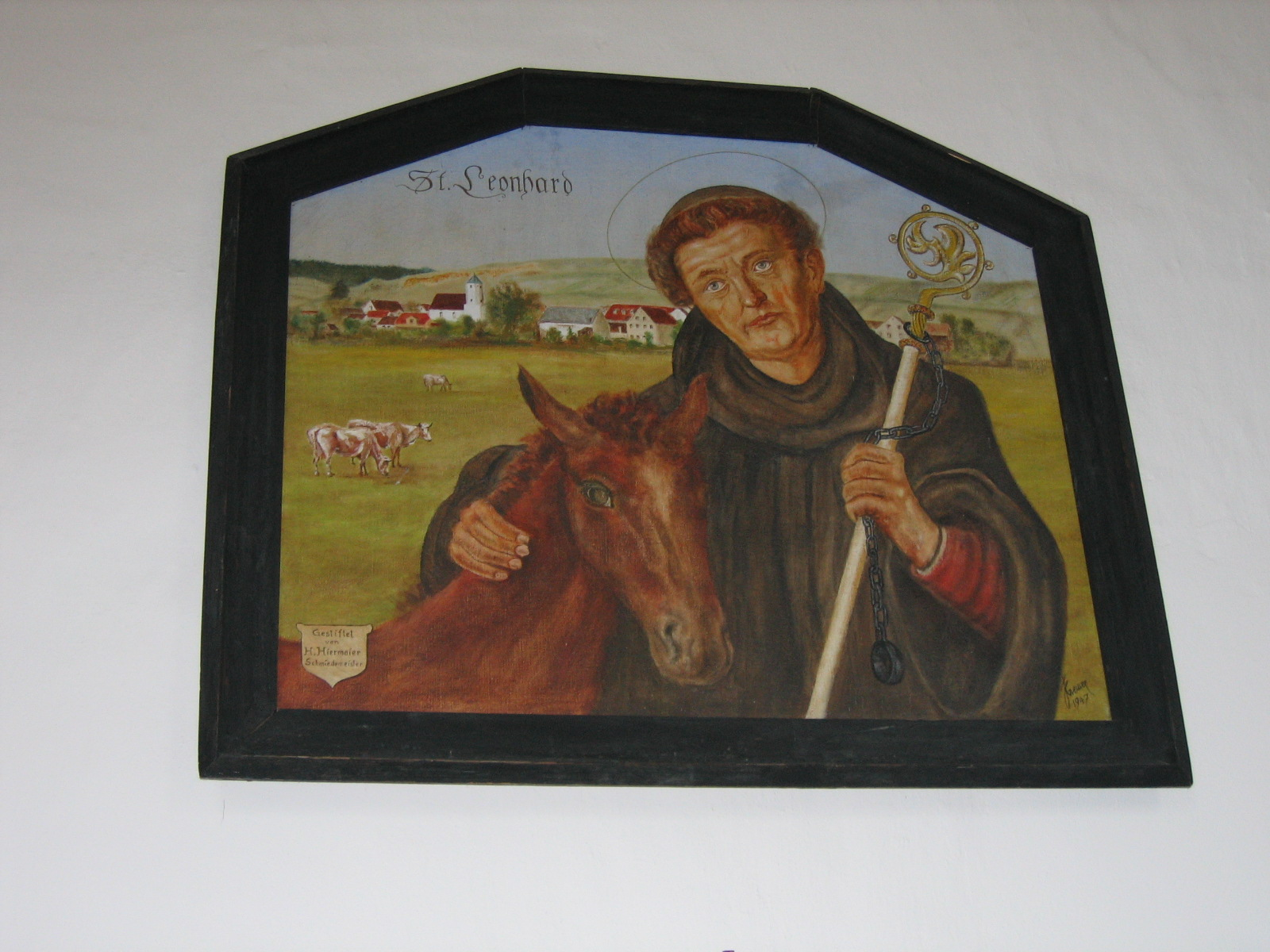
Das Stifterbild mit St. Leonhard

Das Kirchlein schmückt ein Hochaltar mit dem hl. Leonhard als Schnitzfigur aus dem Jahre 1639. Im Presbyterium steht des Weiteren ein Volksaltar, gefertigt und gestiftet 2005 von Schreinermeister und Energieberater Robert Wolff aus Laisacker. Der Seitenaltar ist mit einem Madonnenbild ausgestattet, Maria mit dem Jesuskind aus dem Jahre 1680. Auf dem anderen Seitenaltar ist ein Gemälde von der Heiligen Ursula aus dem Jahre 1710. Nicht zu vergessen ist das Gemälde von St. Leonhard, das der Schmiedemeister Johann Hiermeier aus Laisacker 1981 stiftete.

## Ein Steinbruch für den Festungsbau

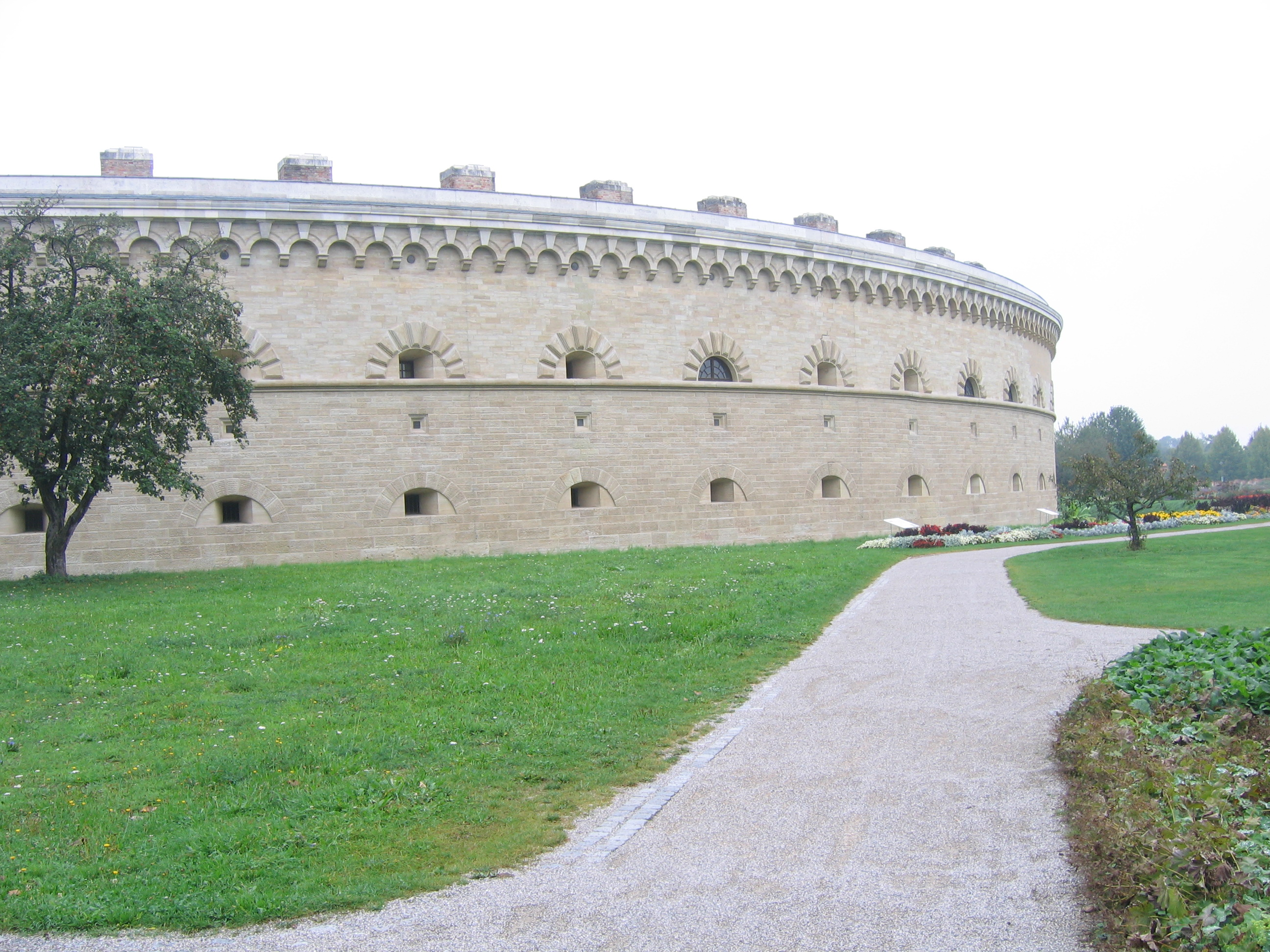
Aus dem Steinbruch in Laisacker kamen die Quadersteine für die Festung "Reduit" in Ingolstadt

Es gibt in Laisacker auch einen Steinbruch, dieser hatte einen besonderen Auftrag. Hier mussten die Männer Quadersteine für den Festungsbau im Reduit Tilly am Brückenkopf in Ingolstadt schlagen. Es sollte also eine bombensichere Verteidigungsanlage im Kern einer Festung werden. König Ludwig I. gab dazu den Auftrag und die Baudirektion musste verschiedene Grundstücke für die Steinentnahme erwerben. Im Jahre 1830 arbeiteten bereits Männer am Steinbruch. Das gebrochene Material wurde nach Neuburg zur Donau transportiert, verschifft und nach Ingolstadt verfrachtet. 1849 hatte der Steinbruch ausgedient und wurde versteigert.

## Der Leonhardiritt
Der Leonhardiritt in Laisacker ist ein Stück Neuzeit. Rosa Schoder war die unermüdliche Initiatorin. 1980 setzten sich hier erstmals Ross und Reiter zu Ehren des Heiligen Leonhards in Bewegung. Inzwischen ist dieser Brauch auch in die Jahre gekommen und 2005 gab es ein Jubiläum mit viel Prominenz. Selbst der bayerische Landwirtschaftsminister Josef Miller, Landrat Richard Keßler und Oberbürgermeister Bernhard Gmehling (Neuburg) unterstrichen mit ihrer Anwesenheit die Wertschätzung dieses Brauchtums. Unter der Geistlichkeit befanden sich Weihbischof Anton Losinger von der Diözese Augsburg und Pfarrer Norbert Tuppi von der zuständigen Pfarrei Bittenbrunn. 80 Rosse und Reiter klapperten auf der Straße und die Prominenz durfte zum Umritt in sechs Kutschen steigen. Fahnenabordnungen, Musik und viele Gläubige gaben bei dieser Glaubensdemonstration das Gepräge.